# ذهاب (غافروبارمون)
ذهاب (بالفارسية: ذهآب) هي قرية تقع في إيران في هرمزغان. يقدر عدد سكانها بـ 132 نسمة بحسب إحصاء 2016.